# Den Hut ziehen

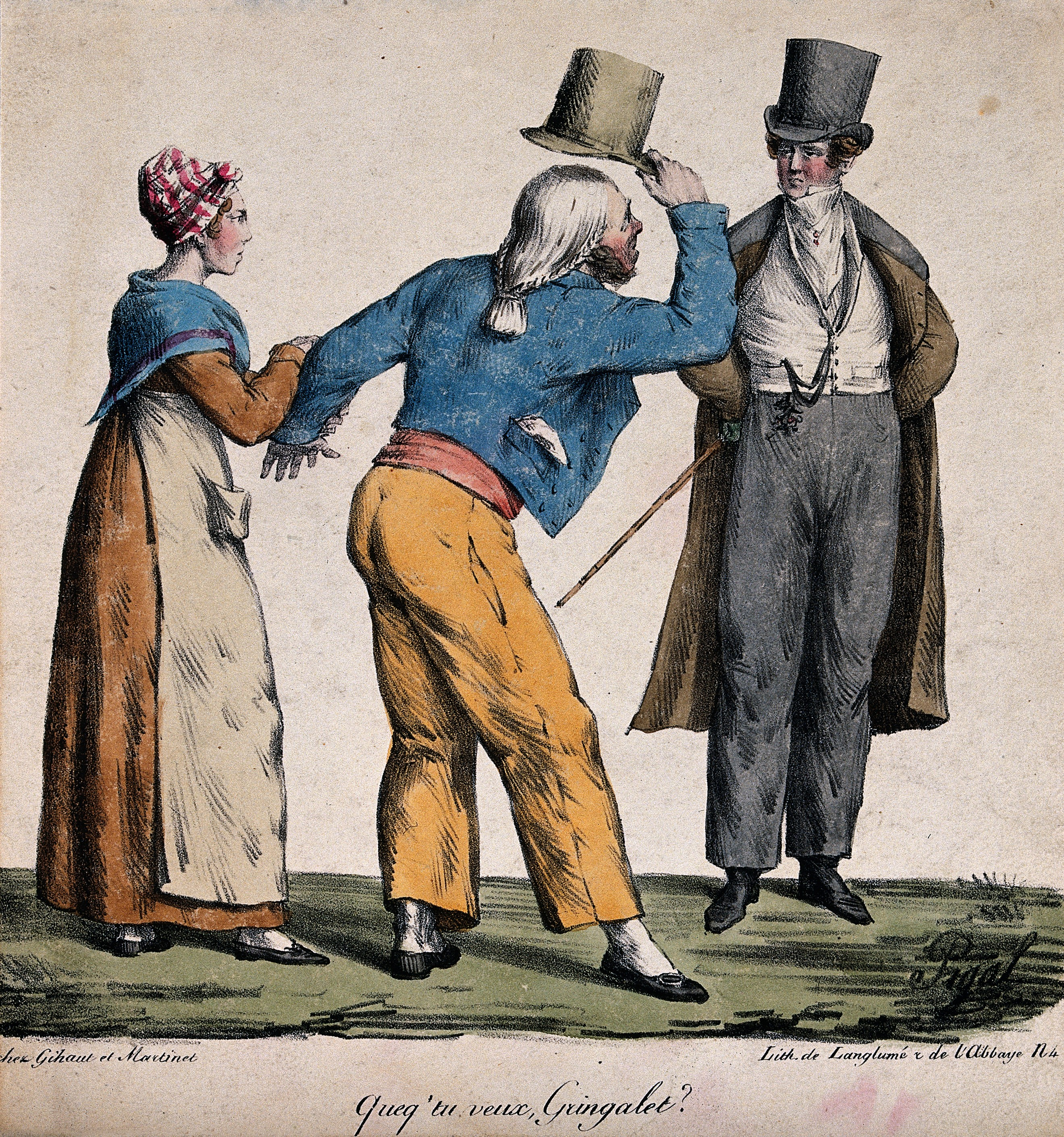
Früher, als viele Leute noch eine Kopfbedeckung trugen, war es üblich, zur Begrüßung den Hut zu ziehen.

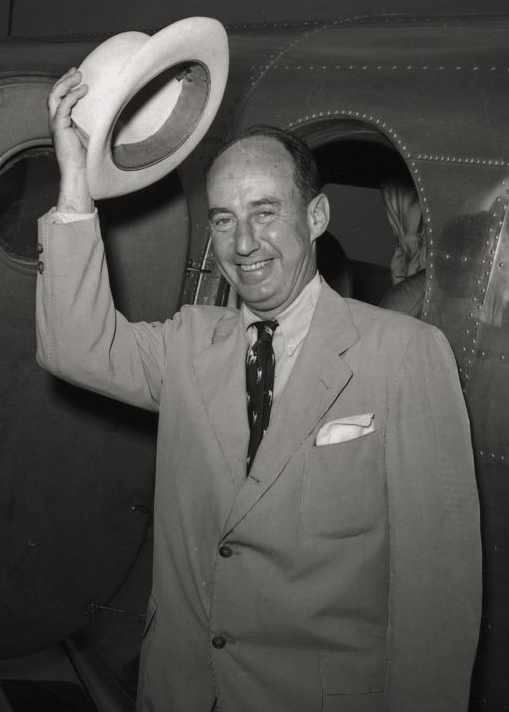
Adlai Stevenson zieht zur Begrüßung den Hut (1952)

Die Geste den Hut zu ziehen (auch „den Hut abnehmen“) bezeichnet das Zollen von Respekt gegenüber einer anderen Person.
Bis in die jüngste Zeit findet sich in Benimmbüchern die Empfehlung, als Herr vor einer Dame den Hut zu ziehen, sowie einer höher- oder gleichgestellten Person auf diese Weise seine Ehrerbietung anzuzeigen.
Je nach situativem Kontext kann die Ausführung zwischen einem kurzen, angedeuteten „Lupfen“ (= lüften) und dem ehrerbietigen Halten des Hutes vor der Brust variieren.
Weiterhin gilt in vielen Religionen das Absetzen der Kopfbedeckung innerhalb des Gotteshauses als Zeichen des Respekts. In gleicher Weise gilt für Soldaten der Befehl „Helm ab zum Gebet!“ beim Großen Zapfenstreich auch unter freiem Himmel als Zeichen der Ehrerbietung.

## Herkunft
Die genaue Herkunft ist nicht sicher belegt und es gibt mehrere Erklärungsmöglichkeiten. 
Ein Erklärungsansatz sieht den Ursprung in der Zeit des Rittertums. Demnach würde das Absetzen des Helmes oder das Öffnen des Visieres als friedliche Geste des Respekts betrachtet, da man sich damit dem Feind gegenüber verwundbar machte. Diese Geste habe sich bis heute in militärischen Kreisen gehalten; statt den Hut zu ziehen, wird nun eine Handgeste zur Andeutung verwendet.
Zum anderen könnte die Redewendung von einem Brauch abstammen, der im 13. Jahrhundert aufkam und ist eine Geste, die Anerkennung oder Wertschätzung ausdrückt. Manche Quellen führen diesen Brauch auf den Akt des Verbeugens zurück, bei dem man durch den Aufschwung der Hutträger um 1281 vor einem Dilemma stand. Der Adel konnte es sich keinesfalls erlauben, dass die kostbaren Stoffe in Kontakt mit Schmutz kamen, wenn sie beim Verbeugen zu Boden gefallen wären. So entstand der Gestus des Abnehmens des Hutes als Zeichen des Respektes.
Im 17. Jahrhundert hatte sich in Frankreich die Geste stark ritualisiert, und beim Betreten eines fremden Hauses war es nur nach ausdrücklicher Aufforderung durch die Gastgeber gestattet, den gezogenen Hut wieder aufzusetzen.

## Sprachgebrauch

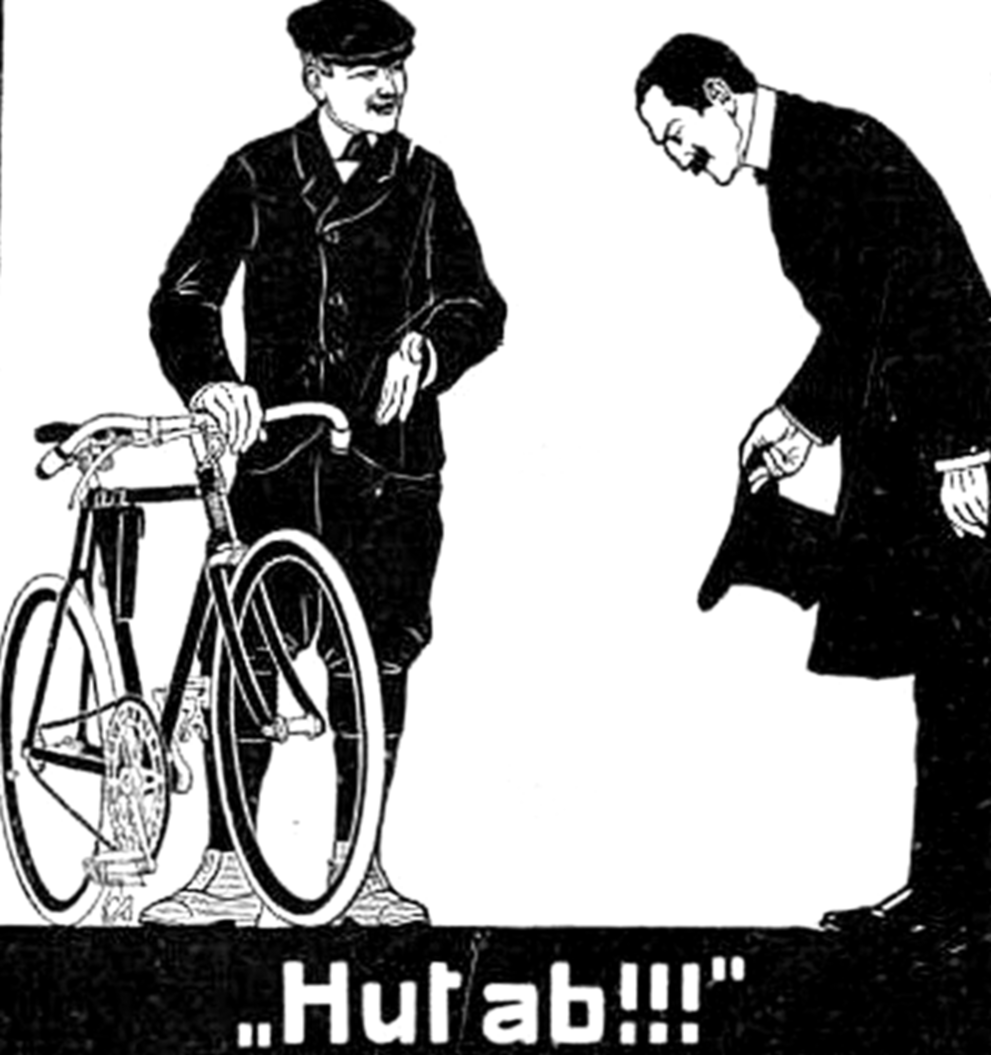
Darstellung eines „Hut ab“

In Anlehnung an die Höflichkeitsgeste ist auch die Redewendung „den/seinen Hut (vor etwas/jemandem) ziehen“ geläufig, die häufig als Zeichen des Repekts vor einer bestimmten Leistung verwendet wird. Spricht man die derart respektierte Person direkt an, so ist auch der kurze Ausruf „Hut ab!“ oder die französische Form Chapeau! verbreitet.
Im 19. Jahrhundert war die Redensart „Besser den Hut ziehen als den Beutel“ verbreitet, die besagt, dass mit Höflichkeit oft ein Konflikt gelöst werden kann, der sonst finanzielle Folgen nach sich gezogen hätte.
Das Sprichwort „Mit dem Hut in der Hand kommt man durch das ganze Land“ besagt, dass man mit Höflichkeit gerade in fremden Umgebungen oft weiter kommt.